# Некрасов, Евгений Николаевич
Евгений Николаевич Некрасов (28 января 1914, Астрахань — 9 сентября 1981, Киров) — советский государственный и политический деятель, председатель Кировского областного исполнительного комитета.

## Биография
Родился в 1914 году в Астрахани. Член ВКП(б) с 1940 года.
С 1937 года — на общественной и политической работе. В 1937—1974 гг. — директор Пугачёвской школы механизации сельского хозяйства, директор Ворошиловской машинно-тракторной станции, заместитель заведующего Сельскохозяйственным отделом Саратовского областного комитета, 2-й секретарь Ворошиловского районного комитета ВКП(б), 1-й секретарь Воскресенского районного комитета ВКП(б),
заместитель начальника Воронежского городского отдела МГБ, Управления МГБ по Читинской области, по Калининской области, начальник V-го отдела Управления КГБ по Кировской области, 1-й заместитель начальника Кировского областного управления сельского хозяйства, 1-й секретарь Кировско-Нововятского районного комитета КПСС, председатель Кировского областного Совета профсоюзов, начальник Кировского территориального производственного колхозно-совхозного управления, 2-й секретарь Кировского сельского областного комитета КПСС, председатель Исполнительного комитета Кировского сельского областного Совета, председатель Кировского областного Совета профсоюзов.
Избирался депутатом Верховного Совета РСФСР 6-го созыва.
Умер в 1981 году в Кирове.